# Южная Флорида
Южная Флорида — самый южный регион американского штата Флорида. Это один из трех наиболее часто выделяемых регионов Флориды, два других — Центральная Флорида и Северная Флорида. Регион включает в себя густонаселенный столичный район Майами, Флориду-Кис и другие населённые пункты. Южная Флорида — самая южная часть континентального США и единственная часть континентального США с тропическим климатом.

## Территория
Как и в случае с другими регионами, Южная Флорида не имеет официальных границ или статуса и определяется по-разному в разных источниках. Исследование регионов Флориды, проведённое в 2007 году Ари Ламме и Раймондом К. Олдаковски, показало, что опрошенные жители Флориды определяют Южную Флориду как самые южные районы полуострова Флорида, то есть от Юпитера, штат Флорида, на юг. Эта территория включает столичный район Майами (обычно определяемый как округа Майами-Дейд, Бровард и Палм-Бич), Флориду-Кис и внутренний регион, известный как Глейдс. Некоторые респонденты, проживающие далеко на северо-западе, в южной части Тампа-Бэй, определили свой регион как Южную Флориду, а не как Юго-Западную или Центральную.

## Население
Демографию жителей Южной Флориды можно разделить следующим образом:
| Процент % | Место происхождения |
| --------- | ------------------- |
| 32.2 %    | Из штата Флорида    |
| 33.0 %    | Из других штатов    |
| 34.8 %    | Иностранцы          |

Более 87,2 % всех иностранцев, проживающих в Южной Флориде, приезжают из Латинской Америки.